# Engranaje cicloide

Animación de dos engranajes cicloidales de tres lóbulos

Construcción de un rotor cicloidal de dos lóbulos. La curva roja es una epicicloide y la curva azul es una hipocicloide

Un engranaje cicloide (también denominado cicloidal) es una forma de engranaje recto utilizado en relojes mecánicos, en lugar de la forma de engranaje evolvente utilizada para la mayor parte de aplicaciones. El perfil de los dientes del engranaje se basa en las curvas epicicloide e hipocicloide, generadas por un círculo que rueda alrededor del exterior y del interior de otro círculo, respectivamente. También se utilizan como sistemas de impulsión en los compresores volumétricos. 

## Características
Cuando se acoplan dos engranajes dentados, se puede dibujar un círculo imaginario, el círculo de cabeceo, alrededor del centro de cada engranaje a través del punto donde sus dientes hacen contacto. Las curvas de los dientes fuera del círculo de paso se conocen como las adendas, y las curvas de los espacios de los dientes dentro del círculo de paso se conocen como dedendas. La adenda de un engranaje descansa dentro de la dedenda del otro. 
En los engranajes cicloidales, las adendas de los dientes de la rueda son curvas epi-cicloidales convexas, y las dedendas del piñón son curvas hipocicloidales cóncavas generadas por el mismo círculo generador. Esto asegura que el movimiento de un engranaje se transfiere al otro a una velocidad angular localmente constante.
El tamaño del círculo generador puede elegirse libremente, y en general es independiente del número de dientes. 
Un compresor volumétrico Roots es un caso extremo, que utiliza una forma de engranaje cicloide donde la relación del diámetro del paso al diámetro del círculo generador es el doble del número de lóbulos. En un compresor de dos lóbulos, el círculo generador es un cuarto del diámetro de los círculos de cabeceo, y los dientes forman arcos epi e hipocicloidales completos. 
En la fabricación de relojes, el diámetro del círculo generador se elige comúnmente para que sea la mitad del diámetro de paso de uno de los engranajes. Esto da como resultado una dedenda que es una línea radial recta simple y, por lo tanto, fácil de moldear y pulir con herramientas manuales. Las adendas no son epicicloides completas, sino dos porciones diferentes que se cruzan en un punto, dando como resultado un perfil de diente de "arco gótico". 
La limitación de este engranaje es que requiere una distancia constante entre los centros de los dos engranajes (no permite combinar engranajes de distinto tamaño). Esta condición, en la mayoría de los casos, no es práctica, y por lo tanto, en la mayoría de los casos, se utilizan engranajes de perfil evolvente.
Existe cierta disputa sobre la invención de los engranajes cicloidales. Entre los posibles autores figuran Gérard Desargues, Philippe de La Hire, Ole Rømer y Charles Étienne Louis Camus. 
Una cicloide (tal como se usa para la forma del flanco de un engranaje cicloidal) se construye haciendo rodar un círculo rodante sobre un círculo base. Si el diámetro de este círculo rodante se elige para que sea infinitamente grande, se obtiene una línea recta. La cicloide resultante se llama involuta y el engranaje se llama engranaje evolvente. A este respecto, los engranajes evolventes son solo un caso especial de los engranajes cicloidales.